# 90 Antiope
A 90 Antiope a Naprendszer kisbolygóövében található aszteroida. Karl Theodor Robert Luther fedezte fel 1866. október 1-jén.